# 몬세뇨르노우엘주

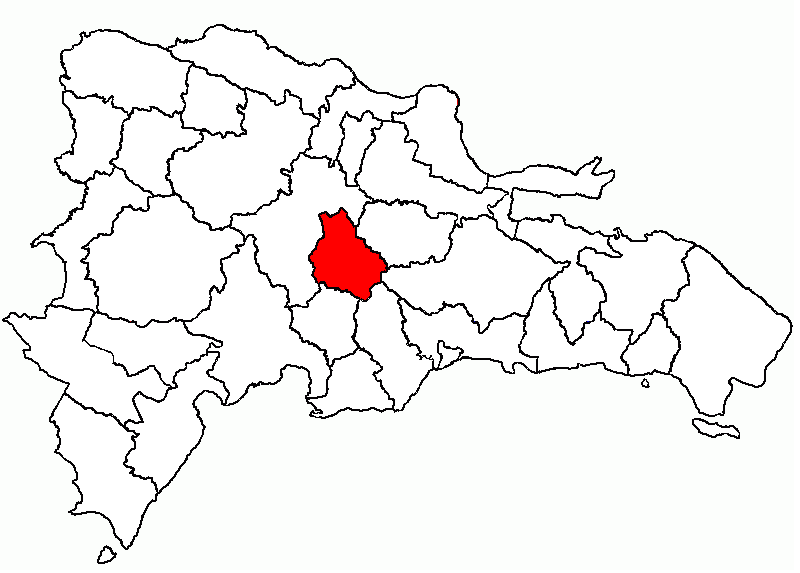
몬세뇨르노우엘 주의 위치

몬세뇨르노우엘주(스페인어: Monseñor Nouel)는 도미니카 공화국 중부에 위치한 주로 주도는 보나오이며 면적은 992.39km2, 인구는 203,183명(2014년 기준)이다. 1982년 라베가 주에서 분리되어 신설되었다.
북쪽과 서쪽으로는 라베가 주, 동쪽으로는 산체스라미레스 주, 남쪽으로는 산크리스토발 주, 산호세데오코아 주와 접한다. 3개 지방 자치체와 7개 지구를 관할한다.